# Hipocreals
Els hipocreals (Hypocreales) són un ordre de fongs de la classe dels sordariomicets (Sordariomycetes).
Moltes espècies d'hipocreals presenten peritecis brillantment acolorits;  sovint són de color groc, taronja o roig.
Alguns exemples de fongs coneguts d'aquest ordre són: Fusarium, Cordyceps, Ophiocordyceps, Claviceps purpurea (banya del sègol), Gibberella zeae, Acremonium, Trichoderma, Epichloe i Metarhizium.

## Taxonomia
L'ordre dels hipocreals inclou les següents famílies:
- Família Acremoniopsidaceae
- Família Albomorchellophilaceae
- Família Bionectriaceae
- Família Calcarisporiaceae
- Família Chrysonectriaceae
- Família Clavicipitaceae
- Família Cocoonihabitaceae
- Família Cordycipitaceae
- Família Cylindriaceae
- Família Flammocladiellaceae
- Família Hypocreaceae
- Família Ijuhyaceae
- Família Myrotheciomycetaceae
- Família Nectriaceae
- Família Neoacremoniaceae
- Família Niessliaceae
- Família Nothoacremoniaceae
- Família Ophiocordycipitaceae
- Família Polycephalomycetaceae
- Família Pseudodiploosporaceae
- Família Pseudoniessliaceae
- Família Sarocladiaceae
- Família Sedecimiellaceae
- Família Stachybotryaceae
- Família Stromatonectriaceae
- Família Tilachlidiaceae
- Família Valsonectriaceae
- Família Xenoacrodontiaceae
- Família Xanthonectriaceae

### Gèneresincertae sedis
Els següents gèneres tenen un emplaçament incert (incertae sedis), i no estan assignats a cap família:
- Bulbithecium
- Emericellopsis
- †Entropezites[3]
- Hapsidospora
- Leucosphaerina
- Metadothella
- †Mycetophagites[3]
- Nigrosabulum
- Payosphaeria
- Peethambara
- Peloronectria
- Pseudomeliola
- Scopinella
- Ticonectria
- Tilakidium